# Тройной форсаж: Токийский дрифт
«Тройно́й форса́ж: Токи́йский дрифт» (англ. The Fast and the Furious: Tokyo Drift) — американский боевик 2006 года режиссёра Джастина Лина по сценарию Криса Моргана. Это самостоятельное продолжение фильмов «Форсаж» (2001) и «Двойной форсаж» (2003), а также третья (в хронологическом порядке шестая) часть франшизы «Форсаж». В фильме снимались Лукас Блэк и Bow Wow, и он рассказывает о школьном автолюбителе Шоне Босуэлле (Блэк), который отправляется жить в Токио со своим отчужденным отцом и находит утешение, исследуя городское дрифт-сообщество.
Третий фильм «Форсаж» был официально подтверждён в июне 2005 года, когда Лин был выбран режиссёром. Вскоре после этого Морган был нанят после открытого конкурса, что стало первым фильмом в давнем сотрудничестве франшизы с Лином, Морганом, актёром Сон Каном и композитором Брайаном Тайлером. Не имея возможности обеспечить возвращение кого-либо из оригинального состава, разработчики вместо этого сосредоточили внимание на автомобильной культуре и уличных гонках. Основные съемки начались в августе 2005 года и продолжались до ноября того же года, с местами съемок, включая Лос-Анджелес и Токио, что сделало «Токийский дрифт» первым фильмом франшизы, в котором снимались международные места съемок.
В фильме абсолютно новые герои и совершенно другая атмосфера (Токио, Япония) по сравнению с предыдущими двумя «Форсажами». Картина была снята в Токио и в Малом Токио Лос-Анджелеса. Последний часто украшали стойками и огнями, чтобы создать иллюзию Токийского стиля. Из оригинального фильма в третьем «Форсаже» появился только Вин Дизель.
«Тройной форсаж: Токийский дрифт» был выпущен в США 16 июня 2006 года, а премьера в России состоялась 29 июня. Фильм получил смешано-положительные отзывы критиков с похвалой за сцены вождения, автопарк и качество съёмки, но была и критика за сценарий и игру некоторых актёров. «Токийский дрифт» собрал в мировом прокате 159 миллионов долларов, что сделало его наименее кассовым фильмом франшизы. В рамках непрерывности сериала действие фильма происходит между «Форсаж 6» и «Форсаж 7».

## Сюжет
Действия фильма происходят после шестого фильма, а концовка — параллельно с седьмым.
В начале фильма Шон Босуэлл (Лукас Блэк) ссорится с учеником средней школы, Клэем (Закари Ти Брайан), из-за того, что разговаривал с его подругой Синди (Никки Гриффин). Они устраивают гонку с ней на кону, где оба попадают в аварию. Не желая снова куда-то переезжать, мать Шона (Линда Бойд) отправляет его в Токио жить с отцом (Брайан Гудман), офицером ВМС США. Шон знакомится с дрифтингом после случайного столкновения с экспертом в этом деле, Твинки (Bow Wow).
Однако вскоре Шон переходит дорогу Такаси (Брайан Ти), также известному как «ДиКей» (сокращение от англ. Drift King — Король Дрифта), когда беседовал с его девушкой, Нилой (Натали Келли). Шон бросает ему вызов на участие в гонке. Хан (Сон Кан) одалживает ему свой автомобиль. ДиКей заканчивает гонку с большим отрывом, а Шон разбивает машину Хана. Впоследствии Хан говорит Шону, что тот будет работать на него в счёт оплаты автомобиля и участия в будущих гонках. Позже Босуэлл больше узнаёт о своих друзьях, а именно о Хане, заключившим деловое партнёрство с ДиКеем. Также он узнаёт, что Хан позволяет ему участвовать в гонках, потому что он — единственный, кто не боится Такаси.
Шон медленно зарабатывает репутацию на сцене дрифтинга под некоторой опекой Хана и его банды «неподходящих». Он также сближается с Нилой, которая в свободное время дрифтует ради забавы в горах, и их отношения становятся основой разногласия с ДиКеем. Нила рассказывает Шону, что она и Такаси выросли вместе после смерти её матери, и её, как и Шона, считали изгоем. Однажды, увидев Шона с Нилой, ДиКей избивает его и советует держаться от неё подальше. Увидев раны Шона, Нила уходит от ДиКея.
Дядя ДиКея, Камата, высокопоставленный якудза (Сонни Тиба), говорит ему, что в отчётах есть расхождение и что Хан обманывает их. ДиКей устраивает Хану и его группе очную ставку, и тот убегает. ДиКей преследует автомобиль Хана по улицам Токио и стреляет в него. Беглец уворачивается, но в него врезается другой автомобиль (в седьмом фильме выяснится, что это был Деккард Шоу). Машина Хана взрывается, а сам Хан погибает. Нила и Шон возвращаются к дому отца Шона, но тут приезжает ДиКей и хочет убить Шона, однако отец Шона нацеливает на него свой пистолет. Нила решает уехать с ДиКеем. Твинки и отец предлагают Шону уехать из города, так как он, помимо Такаси, насолил ещё и Камате. Но парень отказывается, объясняя это тем, что раз это всё произошло из-за него, то он и должен со всем разобраться.
Шон обращается к дяде ДиКея, пытается отдать деньги, которые присвоил Хан, и предлагает «гонку чести», проигравший в которой покидает город. Гонка проходит на горном перевале, где ДиКей имеет преимущество, так как он — единственный, кто когда-либо добирался до финиша на этой трассе. Шон, Твинки и команда Хана берут автомобиль отца Шона и ремонтируют его. Так как все другие автомобили были конфискованы, они используют двигатель от Nissan Silvia S15, который разбил Шон.
После долгого заезда Шон выигрывает гонку, в то время как ДиКей терпит аварию на последней минуте. Дядя Камата отпускает Шона, Нила возвращается к нему, а ДиКей покидает Токио.
Вскоре после этого Шон стал новым Королём Дрифта. На одной из тусовок ему бросает вызов Доминик Торетто (Вин Дизель), который был знаком с Ханом. Нила отсчитывает старт гонки и автомобили срываются с места (результаты гонки станут известны в седьмой части).

## В ролях
| Актёр            | Роль                    |
| ---------------- | ----------------------- |
| Лукас Блэк       | Шон Босуэлл             |
| Bow Wow          | Твинки                  |
| Сон Кан          | Хан Лю                  |
| Брайан Ти        | Такаси / ДиКей          |
| Натали Келли     | Нила                    |
| Джейсон Тобин    | Эрл Ху                  |
| Кэйко Китагава   | Рейко                   |
| Синъити Тиба     | дядя Камата             |
| Леонардо Нэм     | Моримото                |
| Брайан Гудман    | майор Босуэлл           |
| Линда Бойд       | миссис Босуэлл          |
| Закари Ти Брайан | Клэй                    |
| Никки Гриффин    | девушка Клэя Синди      |
| Вин Дизель       | Доминик Торетто (камео) |
| Кэйити Цутия     | старый рыбак (камео)    |

### Эпизодические роли
Вин Дизель появляется в роли Доминика Торетто (его персонажа из оригинального Форсажа) и утверждает, что был другом Хана. Это будет объяснено в Форсаже 4, Форсаже 5 и Форсаже 6.
«Король Дрифта» из реальной жизни и пионер дрифта Кэйити Цутия также появляется в сценах, где персонаж Лукаса Блэка учится дрифтовать. Он выглядит как старый рыбак, который делает побочные комментарии относительно недостатка у Шона надлежащей методики дрифта. Пилота Formula Drift USA Райса Миллена можно заметить говорящим с японской парой во время перелёта из Америки в Японию.
Парень в толстовке Sparco стоящий у шлагбаума при въезде на подземную парковку — Тоси Хаяма, менеджер гоночной команды A’PEXi (В 2003 дрифтер этой команды Юити Имамура, выступавший на Mazda RX-7 FD3S, стал чемпионом D1GP).

## Автомобили
В фильме задействованы следующие автомобили:
| Автомобиль | Цвет/двигатель, трансмиссия и т. д. | Год  | Водитель                             | Состояние/Судьба в Фильме | |
| APR Mitsubishi Lancer Evolution VIII(Машина специально переделана в заднеприводную для выполнения трюков в фильме) | Красная/Чёрная. Графика Спонсора APR | 2006 | Шон Босуэлл                          | Шон отрабатывал на этом автомобиле технику управляемого заноса, участвовал в гонке на парковке с Моримото, а также участвовал на нём в сцене погони по Токио. На перекрёстке машину ударил проезжающий автомобиль в заднее левое крыло, Mitsubishi занесло и он врезался в несколько припаркованных автомобилей. | |
| Ford Mustang Fastback                                                                                              | Тёмно-зелёный, белые продольные полосы «Highway style». Двигатель RB26DETT от C-West Nissan Silvia S15. 6-скоростная МКПП, задний привод, трансмиссия от Nissan Skyline 1998-го года. Кронштейны и шкивы изготовлены по заказу.                                                      | 1968 | Шон Босуэлл                          | Участвует в гонке в горах против Такаси, в ходе которой получает сильные повреждения. | |
| Chevrolet Monte Carlo                                                                                              | Бежевый/Серый Праймер (Матовый/Глянцевый) | 1970 | Шон Босуэлл                          | Много раз переворачивается во время гонки с Dodge Viper’ом Клэя. Разбивается в хлам и приземляется на крышу. Сдан в металлолом Департаментом Шерифа Оро Валли после ареста Шона. | |
| C-West Nissan Silvia S15                                                                                           | Тёмно-синий/Оранжевый | 2000 | Шон Босуэлл (первоначально для Хана) | Большие косметические и подвесные повреждения из-за неопытности Шона в дрифте. Двигатель RB26DETT взят у Nissan Skyline GT-R [2.6 л Твин Турбо]. | |
| Mazda RX-8 | Аква/Синий/Чёрный | 2006 | Нила Токсимайо                       | Сначала замечен в гараже и позже дрифтует в горах. | |
| #1 '02 VeilSide Nissan 350Z (z33) Ver.3                                                                            | Серый с графикой: обвес VeilSide Combat Ver.3, диски VeilSide Andrew Evolution | 2006 | Такаси                               | Используется Такаси в месте для стоянки автомобилей, когда тот гонялся с Шоном. Много раз переворачивается и падает с горной дороги на несколько сотен футов вниз и приземляется на крышу во время гонки с 1968 Ford Mustang Fastback.                                                                           | |
| Mazda RX-7 VeilSide Fortune                                                                                        | Чёрный и оранжевый: House Of Kolor Paint PBC31 Оранжевый Жемчуг Заката. Система управления двигателем: APEXERA FC. Комплект Турбо HKS T04Z. Трубы промежуточного охлаждения по заказу. Гоночные свечи зажигания NGK. Топливный насос от Nissan Skyline GT-R. Углеродистая Муфта ATS. | 2002 | Хан                                  | Разбит после бокового столкновения с Mercedes-Benz W140 и перевёрнут. Разорванные топливопроводы протекают, загораются и взрываются, Хан погибает. | |
| Nissan Silvia S15                                                                                                  | Средний Синий/Белые Боковые Полосы/«DRIFT» на капоте | 2000 | Вирджил                              | | |
| Dodge Viper SRT10                                                                                                  | Красный | 2005 | Клэй                                 | Врезался на высокой скорости в большую железобетонную трубу и полностью уничтожен. | |
| Plymouth Road Runner GTX HAMMER                                                                                    | СФОРМИРОВАН: Pure Vision, ЦВЕТ: BMW Стерлинг Серый, ДВИГАТЕЛЬ: Nelson Racing Engines 842 л. с. с наддувом | 1970 | Доминик Торетто                      | Заканчивает кино гонкой с Nissan Silvia Шона. | |
| Volkswagen Touran (Переделан в полноприводный экземпляр)                                                           | Зелёный с рисунками на бортах | 2004 | Твинки                               | Твинки показывает его Шону и тот позже ездит на нём. Дизайн автомобиля представляет Халка с разинутой пастью, и это та самая машина, на которой Шон впервые едет на Токийскую гоночную трассу для дрифта. | Твинки показывает его Шону и тот позже ездит на нём. Дизайн автомобиля представляет Халка с разинутой пастью, и это та самая машина, на которой Шон впервые едет на Токийскую гоночную трассу для дрифта. |
| Top Secret 2002 Nissan 350 Fairlady Z                                                                              | Жёлто-золотистая с виниловыми узорами на бортах | 2006 | Моримото                             | Столкнулся лоб в лоб с зелёной Toyota Aristo, и получил серьёзные повреждения. В стоящий посреди дороги разбитый автомобиль врезалось ещё несколько машин из городского трафика. Моримото в аварии погиб. | |

## Съёмки
Мотор RB26DETT, найденный в Nissan Silvia S15, которым оснастили Mustang в фильме, подвергся большой критике фанатами машин USDM и JDM. Критика усилилась, когда выяснилось, что сам автомобиль едва имел какое-либо время на экране, и постоянные Мустанги для трюков, используемые для сцен дрифтинга, были оснащены двигателем V8 Windsor объёмом 351 кубический дюйм. Hot Rod Magazine глубоко переживал возможность установки японских двигателей в американские автомобили. Согласно SCC, 1 Мустанг получил перестановку RB26, в то время как 5 других Мустангов были созданы для дрифтинга. 2 были разрушены в процессе. Кроме того, Мустанг RB26 был быстрее, чем его брат с V8: 0-60 за 5.38 секунд, и четверть мили за 13.36 секунд на 109.83 м/ч. Машина с V8 предназначалась для дрифтинга и не страдала ни от какой тяги, в то время как встроенные 6 версий были установлены строго для выполнения прямого пути.
Nissan S15 Silvia, который герой Блэка превращает в хлам в своей первой гонке в Японии, похоже имеет перестановку двигателя RB26DETT. Однако используемый автомобиль был фактически оснащен двигателем SR20DE на базе S15. RX-7, управляемый персонажем Сона Кана, был первоначально построен для автосалона в Токио 2005, но позже его купил Universal и перекрасил (оригинал был тёмно-красный, не оранжевый и чёрный как в фильме). В один из моментов фильма (на 22 минуте) среди стоящих машин можно увидеть Mazda RX-7 Хана, но в это время он сам ещё ездит на Nissan Silvia S15, и «Мазда» хронологически ещё не должна быть у Хана, ведь он не мог приехать одновременно на двух машинах
Известные личности дрифтинга Кэйити Цутия, рекордсмен Пайк-Пика Риз Миллен и Сэмюэль Хубинетт консультировали и участвовали в создании фильма, чтобы обеспечить и выполнить дрифтинг и трюки. Однако то, как водители инициируют «дрифт», перемещая стояночные тормоза, не было фактическим дрифтом, как учил Цутия. Это, как предполагалось, было названо скольжением. Таннер Фоуст, Рич Ратерфорд, Кэлвин Уон и Алекс Пфеиффер также были привлечены, когда оказалось, что ни один из собственных водителей-каскадёров Universal не может дрифтовать. Некоторые гонки были сняты на парковке торгового центра Hawthorne Mall в Лос-Анджелесе.
Тоси Хаяма был также задействован, чтобы элементы фильма изображались правильно, после контакта с Роджером Фаном, старым другом из средней школы, который играл у Джастина Лина в Better Luck Tomorrow, организаторами японской серии и его бывшим боссом в A’PEXi. Среди них сохраняются некоторые ссылки под контролем (использование системы закиси азота в прямом движении, а не на поворотах, сохранение использования ссылок от спонсоров на минимуме и т. д.). Хаяма также утверждает, что автомобиль опоры был «украден» некоторыми звёздами действия[уточнить] и взят для импровизированного «Сеанса дрифта» и никогда не возвращался звёздами.

## Выход в прокат

### Кассовые сборы
Токийский дрифт собрал более чем $23 миллиона в первые выходные. В Японии лента была в ограниченном[как?] выпуске, под названием Дикая Скорость 3. С 28 января 2007-го внутренний кассовый сбор насчитал $62 514 415 с другими $95 886 987 от иностранного показа, что в сумме даёт $158 401 402. Токийский дрифт был менее популярен, чем его предшественники.

### Отзывы и оценки
Фильм получил преимущественно положительные отзывы зрителей и неоднозначные от критиков, однако на момент выхода триквел был подвержен сильной критике. Третий фильм держит рейтинг 34 % на сайте-агрегаторе обзоров Rotten Tomatoes (Консенсус сайта гласит: «Сногсшибательные сцены вождения в сочетании с вялым сюжетом и плоским исполнением делают этот фильм разочаровывающим продолжением предыдущих частей Форсажа), а также 46 баллов из 100 на Metacritic. Зрители, опрошенные CinemaScore, поставили фильму оценку A− по шкале от A до F.
Роджер Эберт из Chicago Sun-Times похвалил фильм, дав ему три звезды (из четырёх), и сказал, что режиссёр Джастин Лин „берёт прижившуюся франшизу и делает её удивительно свежей и интригующей“, добавив, что Токийский дрифт „более глубок, чем мы ожидаем“ и что „речь идёт о чём-то большем, чем просто быстрые автомобили“. Майкл Срагоу из Baltimore Sun почувствовал, что «первые полчаса могут оказаться дискредитирующими классическое кинопроизводство „педаль-к-металлу“». Кирк Хонейкатт из The Hollywood Reporter сказал, что «здесь больше не кино, а адская поездка».
Майкл Медвед дал Токийскому дрифту полторы звезды (из четырёх): «Нет никакого заметного сюжета […] или эмоций, или юмора». Джеймс Берардинелли из Reel Views также дал ему полторы звезды из четырёх: «Я ожидаю, что фильм о гонках будет деривативным. Что бывает с территорией. Никто не смотрит Форсаж ради сюжета. С одной стороны, фильм находится на твёрдой основе — он предлагает множество малышек и машинок (последние больше любимы). Однако недопустимо, чтобы сцены киноэкшена (гонки и преследования) были скучными и несвязными. Если кино не может предоставить свой самый важный актив, в чём проблема?»
Ричард Рёпер решительно критикует фильм, говоря: «Всё это нелепо. Действие настолько ужасно, одна из худших работ, которые я видел за долгое, долгое время». Аналогично, Питер Трэверс из Rolling Stone сказал, что Токийский дрифт «страдает от размытого видения, перемещения двигателя и сюжета, который бежит на парах. Ищи камео звезды — это единственная неожиданность, которую ты получишь из этой кучи». Майк Лазолл из San Francisco Chronicle написал: «[Главный персонаж] не имеет никакого плана и никакого направления, только слепое желание бить автомобили и украсть подругу бандита. […] Что касается сцен гонок, кто заботится об изящном перемещении в дрейфе, по сравнению с быстрым движением? И кто хочет наблюдать гонку парней в месте для стоянки автомобилей? В этом отношении, кто хочет наблюдать гонку двух парней вниз по горе, с большим количеством поворотов?»

## Наследие
Первоначально рассматриваемый как одноразовый персонаж в выпуске почти сразу на DVD, Хан Лю стал фаворитом фанатов из-за того, что его сыграл Сон Кан, и был возвращен режиссёром Джастином Лином. После «Токийского дрифта» Хан был представлен как член команды Доминика Торетто в следующей трилогии приквелов франшизы: «Форсаж 4» (2009), «Форсаж 5» (2011) и «Форсаж 6» (2013), каждый из которых происходят до Токийского дрифта.
Последующие фильмы вращались вокруг сцены автокатастрофы Хана, а именно в шестой части было сказано, что авария не была случайностью, а в седьмом фильме (2015) появился новый злодей Декард Шоу, который и врезался в Хана во время уличной гонки. После, в девятом фильме (2021) показывает, как и почему была инсценирована смерть Хана. Кан, Блэк, Вау и Тобин возвращаются в Форсаже 9.